# Planell d'Aigüestortes
El Planell d'Aigüestortes és una plana situada a l'entorn dels 1.825 m dins del terme municipals de la Vall de Boí, a la comarca de l'Alta Ribagorça, i dins el Parc Nacional d'Aigüestortes i Estany de Sant Maurici.
Per damunt del Planell de Sant Esperit (O) i per sota del Planell de la Molina (NE), els meandres que forma el Riu de Sant Nicolau en aquest lloc donen el nom a l'indret.

## Rutes[2]
Seguint la pista forestal que neix al costat de la parada del servei de taxis del parc, un centenar de metres direcció cap a l'Estany Llong.